# Volta a Suïssa 2013
La Volta a Suïssa 2013 fou la 77a edició de la Volta a Suïssa, una competició ciclista per etapes que es disputà per les carreteres de Suïssa entre el 8 i el 16 de juny de 2013. El seu recorregut fou de 1.318,9 km, distribuïts en 9 etapes, amb inici a Quinto, amb una contrarellotge individual, i final a l'estació d'esquí de Flumserberg. La cursa era la dissetena prova de l'UCI World Tour 2013.
La cursa fou guanyada, per segon any consecutiu, pel portuguès Rui Costa (Movistar Team), que es va vestir de groc en guanyar la darrera etapa, una cronoescalada amb final a Flumserberg. Dos dies abans ja havia guanyat l'etapa reina de la cursa. En segona posició finalitzà el neerlandès Bauke Mollema (Blanco Team), guanyador de la segona etapa, mentre el txec Roman Kreuziger (Team Saxo-Tinkoff) completà el podi.
En les altres classificacions l'eslovè de l'Euskaltel–Euskadi Robert Vrečer guanyà la classificació de la muntanya i de les metes volants, gràcies a prendre part en nombroses escapades durant tota la cursa. L'eslovac Peter Sagan (Cannondale) guanyà la classificació per punts, mentre l'Astana Qazaqstan Team fou el vencedor en la classificació per equips.

## Equips participants
En la Volta a Suïssa, en tant, que prova World Tour, hi participen els 19 equips ProTour. A banda, l'organització ha convidat dos equips, la formació suïssa IAM Cycling i la francesa Saur-Sojasun.
| Núm     | Codi | Equip                   |
| ------- | ---- | ----------------------- |
| 1-8     | MOV  | Movistar Team           |
| 11-18   | SKY  | Team Sky                |
| 21-28   | KAT  | Team Katusha            |
| 31-38   | RLT  | RadioShack-Leopard      |
| 41-48   | OPQ  | Omega Pharma-Quick Step |
| 51-58   | AST  | Astana Qazaqstan Team   |
| 61-68   | GRS  | Garmin-Sharp            |
| 71-78   | BMC  | BMC Racing Team         |
| 81-88   | ALM  | AG2R La Mondiale        |
| 91-98   | LAM  | Lampre-Merida           |
| 101-108 | CAN  | Cannondale              |

| Núm     | Codi | Equip             |
| ------- | ---- | ----------------- |
| 111-118 | BLA  | Blanco Team       |
| 121-128 | TST  | Team Saxo-Tinkoff |
| 131-138 | OGE  | Orica-GreenEDGE   |
| 141-148 | LTB  | Lotto-Belisol     |
| 151-158 | EUS  | Euskaltel–Euskadi |
| 161-168 | FDJ  | FDJ               |
| 171-178 | VCD  | Vacansoleil-DCM   |
| 181-188 | ARG  | Argos-Shimano     |
| 191-198 | IAM  | IAM Cycling       |
| 201-208 | SOJ  | Sojasun           |

## Etapes
| Etapa    | Data       | Recorregut                  |                           | Km         | Vencedor d'etapa         | Líder de la general |
| -------- | ---------- | --------------------------- | ------------------------- | ---------- | ------------------------ | ------------------- |
| 1a etapa | 8 de juny  | Quinto - Quinto             | contrarellotge individual | 8,1        | Cameron Meyer (AUS)      | Cameron Meyer (AUS) |
| 2a etapa | 9 de juny  | Quinto - Crans-Montana      | Etapa de muntanya         | 170,7117,2 | Bauke Mollema (NED)      | Cameron Meyer (AUS) |
| 3a etapa | 10 de juny | Montreux - Meiringen        | Etapa de mitja muntanya   | 203,3      | Peter Sagan (SVK)        | Mathias Frank (SUI) |
| 4a etapa | 11 de juny | Meiringen - Buochs          | Etapa plana               | 161,0      | Arnaud Demare (FRA)      | Mathias Frank (SUI) |
| 5a etapa | 12 de juny | Buochs - Leuggern           | Etapa de mitja muntanya   | 176,4      | Alexander Kristoff (NOR) | Mathias Frank (SUI) |
| 6a etapa | 13 de juny | Leuggern - Meilen           | Etapa de mitja muntanya   | 186,1      | Grégory Rast (SUI)       | Mathias Frank (SUI) |
| 7a etapa | 14 de juny | Meilen - La Punt-Chamues-ch | Etapa de muntanya         | 206,0      | Rui Costa (POR)          | Mathias Frank (SUI) |
| 8a etapa | 15 de juny | Zernez - Bad Ragaz          | Etapa de mitja muntanya   | 180,5      | Peter Sagan (SVK)        | Mathias Frank (SUI) |
| 9a etapa | 16 de juny | Bad Ragaz - Flumserberg     | contrarellotge individual | 26,8       | Rui Costa (POR)          | Rui Costa (POR)     |

### 1a etapa
8 de juny de 2013. Quinto - Quinto, 8,1 km (CRI)
Després de tres anys començant la cursa amb una contrarellotge pels voltants de Lugano, en aquesta edició és Quinto qui pren el relleu amb una contrarellotge pels voltants de l'aeroport d'Ambri i un recorregut de 8,1 km amb lleugeres pujades i baixades.
Yannick Talabardon (Sojasun) fou el primer ciclista a prendre la sortida, i finalitzà amb un temps de 10' 32", però immediatament fou superat per Reto Hollenstein (IAM Cycling) amb un temps de 9' 55". Aquest temps fou superat mitja hora després per Alex Rasmussen (Garmin-Sharp) per un segon. El temps de Rasmussen fou el millor durant un quart d'hora, moment en què finalitzà Cameron Meyer (Orica-GreenEDGE) amb un temps de 9' 39", que ja no seria superat per cap altre corredor gràcies a un canvi en la direcció del vent.
| Resultats i classificació després de la 1a etapa \| \| Ciclista \| Equip \| Temsp \| \| -- \| ----------------------- \| ----------------------- \| ------ \| \| 1 \| Cameron Meyer (AUS) \| Orica-GreenEDGE \| 9' 39" \| \| 2 \| Niki Terpstra (NED) \| Omega Pharma-Quick Step \| + 10" \| \| 3 \| Heinrich Haussler (AUS) \| IAM Cycling \| + 14" \| \| 4 \| Alex Rasmussen (DEN) \| Garmin-Sharp \| + 15" \| \| 5 \| Gorka Verdugo (ESP) \| Euskaltel–Euskadi \| + 16" \| \| 6 \| Reto Hollenstein (SUI) \| IAM Cycling \| + 16" \| \| 7 \| Michel Koch (GER) \| Cannondale \| + 18" \| \| 8 \| Peter Velits (SVK) \| Omega Pharma-Quick Step \| + 19" \| \| 9 \| Ryder Hesjedal (CAN) \| Garmin-Sharp \| + 19" \| \| 10 \| Matteo Tosatto (ITA) \| Team Saxo-Tinkoff \| + 19" \| |                         |                         |        |
| | Ciclista                | Equip                   | Temsp  |
| 1 | Cameron Meyer (AUS)     | Orica-GreenEDGE         | 9' 39" |
| 2 | Niki Terpstra (NED)     | Omega Pharma-Quick Step | + 10"  |
| 3 | Heinrich Haussler (AUS) | IAM Cycling             | + 14"  |
| 4 | Alex Rasmussen (DEN)    | Garmin-Sharp            | + 15"  |
| 5 | Gorka Verdugo (ESP)     | Euskaltel–Euskadi       | + 16"  |
| 6 | Reto Hollenstein (SUI)  | IAM Cycling             | + 16"  |
| 7 | Michel Koch (GER)       | Cannondale              | + 18"  |
| 8 | Peter Velits (SVK)      | Omega Pharma-Quick Step | + 19"  |
| 9 | Ryder Hesjedal (CAN)    | Garmin-Sharp            | + 19"  |
| 10 | Matteo Tosatto (ITA)    | Team Saxo-Tinkoff       | + 19"  |

### 2a etapa
9 de juny de 2013. Quinto - Crans-Montana, 117,2 km
Inicialment programada amb un recorregut sobre 170,7 km, posteriorment fou reduïda per l'organització a 161,3 km, però les fortes nevades caigudes durant la nit van impossibilitar transitar pel pas de Nufenen, cosa que obligà a l'organització a deixar l'etapa en 117,2 km, amb inici a Ulrichen. Amb el nou recorregut l'etapa és bàsicament en descens i plana fins a arribar a l'ascensió final a Crans-Montana (16 km al 6,0%).
Després d'un inici ràpid d'etapa, en els primers 20 km es va formar l'escapada del dia, integrada per quatre ciclistes que van tenir un avantatge màxim proper als tres minuts sobre el gran grup, però que foren capturats en començar l'ascensió final. Daniel Martin (Garmin-Sharp) atacà en l'ascensió final, acompanyat pel seu company d'equip Ryder Hesjedal i d'altres corredors, però en els darrers quilòmetres arribaren des del darrere Johann Tschopp (IAM Cycling) i Bauke Mollema (Blanco Team). Mollema atacà en el darrer quilòmetre, aconseguint la seva primera victòria d'etapa des de la Volta a Polònia 2010. Cameron Meyer (Orica-GreenEDGE) mantingué el liderat per tres segons sobre Hesjedal.
|    | Ciclista                 | Equip             | Temps      |
| -- | ------------------------ | ----------------- | ---------- |
| 1  | Bauke Mollema (NED)      | Blanco Team       | 2h 43' 00" |
| 2  | Mathias Frank (SUI)      | BMC Racing Team   | + 11"      |
| 3  | Thibaut Pinot (FRA)      | FDJ               | + 11"      |
| 4  | Ryder Hesjedal (CAN)     | Garmin-Sharp      | + 11"      |
| 5  | Johann Tschopp (SUI)     | IAM Cycling       | + 11"      |
| 6  | Daniel Martin (IRL)      | Garmin-Sharp      | + 11"      |
| 7  | Roman Kreuziger (CZE)    | Team Saxo-Tinkoff | + 11"      |
| 8  | Michele Scarponi (ITA)   | Lampre-Merida     | + 11"      |
| 9  | Giovanni Visconti (ITA)  | Movistar Team     | + 19"      |
| 10 | Domenico Pozzovivo (ITA) | AG2R La Mondiale  | + 19"      |

|    | Ciclista                  | Equip                 | Temps      |
| -- | ------------------------- | --------------------- | ---------- |
| 1  | Cameron Meyer (AUS)       | Orica-GreenEDGE       | 2h 53' 06" |
| 2  | Ryder Hesjedal (CAN)      | Garmin-Sharp          | + 3"       |
| 3  | Mathias Frank (SUI)       | BMC Racing Team       | + 5"       |
| 4  | Giovanni Visconti (ITA)   | Movistar Team         | + 12"      |
| 5  | Thibaut Pinot (FRA)       | FDJ                   | + 16"      |
| 6  | Roman Kreuziger (CZE)     | Team Saxo-Tinkoff     | + 28"      |
| 7  | Moreno Moser (ITA)        | Cannondale            | + 34"      |
| 8  | Bauke Mollema (NED)       | Blanco Team           | + 34"      |
| 9  | Aleksandr Diatxenko (KAZ) | Astana Qazaqstan Team | + 35"      |
| 10 | Domenico Pozzovivo (ITA)  | AG2R La Mondiale      | + 36"      |

### 3a etapa
10 de juny de 2013. Montreux - Meiringen, 203,3 km
Etapa de mitja muntanya, que sortint de Montreux segueix les ribes del llac de Ginebra per dirigir-se cap al nord i Berna per un recorregut ondulat. El recorregut inclou dues petites cotes, una tercera categoria (km 59,7) i una de quarta (km 170,4) abans de l'ascensió al Hasliberg, un coll de primera categoria situat a tan sols 19,4 km per a l'arribada i amb rampes del 6,3% en 12 km d'ascensió.
|    | Ciclista                     | Equip                 | Temps      |
| -- | ---------------------------- | --------------------- | ---------- |
| 1  | Peter Sagan (SVK)            | Cannondale            | 4h 46' 27" |
| 2  | Rui Costa (POR)              | Movistar Team         | m. t.      |
| 3  | Roman Kreuziger (CZE)        | Team Saxo-Tinkoff     | m. t.      |
| 4  | Mathias Frank (SUI)          | BMC Racing Team       | m. t.      |
| 5  | Bauke Mollema (NED)          | Blanco Team           | + 39"      |
| 6  | Giovanni Visconti (ITA)      | Movistar Team         | + 46"      |
| 7  | Daniel Martin (IRL)          | Garmin-Sharp          | + 46"      |
| 8  | Thibaut Pinot (FRA)          | FDJ                   | + 46"      |
| 9  | Tanel Kangert (EST)          | Astana Qazaqstan Team | + 46"      |
| 10 | Jean-Christophe Péraud (FRA) | AG2R La Mondiale      | + 46"      |

|    | Ciclista                     | Equip                 | Temps      |
| -- | ---------------------------- | --------------------- | ---------- |
| 1  | Mathias Frank (SUI)          | BMC Racing Team       | 7h 39' 38" |
| 2  | Roman Kreuziger (CZE)        | Team Saxo-Tinkoff     | + 23"      |
| 3  | Rui Costa (POR)              | Movistar Team         | + 35"      |
| 4  | Giovanni Visconti (ITA)      | Movistar Team         | + 53"      |
| 5  | Thibaut Pinot (FRA)          | FDJ                   | + 57"      |
| 6  | Bauke Mollema (NED)          | Blanco Team           | + 1' 08"   |
| 7  | Daniel Martin (IRL)          | Garmin-Sharp          | + 1' 23"   |
| 8  | Tanel Kangert (EST)          | Astana Qazaqstan Team | + 1' 26"   |
| 9  | Jean-Christophe Péraud (FRA) | AG2R La Mondiale      | + 1' 28"   |
| 10 | Tejay van Garderen (EUA)     | BMC Racing Team       | + 1' 39"   |

### 4a etapa
11 de juny de 2013. Meiringen - Buochs, 161,0 km
|    | Ciclista                 | Equip                 | Temps      |
| -- | ------------------------ | --------------------- | ---------- |
| 1  | Arnaud Démare (FRA)      | FDJ                   | 4h 08' 23" |
| 2  | Matthew Goss (AUS)       | Orica-GreenEDGE       | m. t.      |
| 3  | Tyler Farrar (EUA)       | Garmin-Sharp          | m. t.      |
| 4  | John Degenkolb (GER)     | Argos-Shimano         | m. t.      |
| 5  | Alexander Kristoff (NOR) | Team Katusha          | m. t.      |
| 6  | Heinrich Haussler (AUS)  | IAM Cycling           | m. t.      |
| 7  | Peter Sagan (SVK)        | Cannondale            | m. t.      |
| 8  | Jens Debusschere (BEL)   | Lotto-Belisol         | m. t.      |
| 9  | Davide Cimolai (ITA)     | Lampre-Merida         | m. t.      |
| 10 | Jacopo Guarnieri (ITA)   | Astana Qazaqstan Team | m. t.      |

|    | Ciclista                     | Equip                 | Temps       |
| -- | ---------------------------- | --------------------- | ----------- |
| 1  | Mathias Frank (SUI)          | BMC Racing Team       | 11h 48' 01" |
| 2  | Roman Kreuziger (CZE)        | Team Saxo-Tinkoff     | + 23"       |
| 3  | Rui Costa (POR)              | Movistar Team         | + 35"       |
| 4  | Giovanni Visconti (ITA)      | Movistar Team         | + 53"       |
| 5  | Thibaut Pinot (FRA)          | FDJ                   | + 57"       |
| 6  | Bauke Mollema (NED)          | Blanco Team           | + 1' 08"    |
| 7  | Daniel Martin (IRL)          | Garmin-Sharp          | + 1' 23"    |
| 8  | Tanel Kangert (EST)          | Astana Qazaqstan Team | + 1' 26"    |
| 9  | Jean-Christophe Péraud (FRA) | AG2R La Mondiale      | + 1' 28"    |
| 10 | Tejay van Garderen (EUA)     | BMC Racing Team       | + 1' 39"    |

### 5a etapa
12 de juny de 2013. Buochs - Leuggern, 176,4 km
|    | Ciclista                 | Equip                 | Temps      |
| -- | ------------------------ | --------------------- | ---------- |
| 1  | Alexander Kristoff (NOR) | Team Katusha          | 4h 08' 29" |
| 2  | Peter Sagan (SVK)        | Cannondale            | m. t.      |
| 3  | Arnaud Démare (FRA)      | FDJ                   | m. t.      |
| 4  | Matti Breschel (DEN)     | Team Saxo-Tinkoff     | m. t.      |
| 5  | Heinrich Haussler (AUS)  | IAM Cycling           | m. t.      |
| 6  | Matthew Goss (AUS)       | Orica-GreenEDGE       | m. t.      |
| 7  | Davide Cimolai (ITA)     | Lampre-Merida         | m. t.      |
| 8  | Jacopo Guarnieri (ITA)   | Astana Qazaqstan Team | m. t.      |
| 9  | Boy van Poppel (NED)     | Vacansoleil-DCM       | m. t.      |
| 10 | Daryl Impey (RSA)        | Orica-GreenEDGE       | m. t.      |

|    | Ciclista                     | Equip                 | Temps       |
| -- | ---------------------------- | --------------------- | ----------- |
| 1  | Mathias Frank (SUI)          | BMC Racing Team       | 15h 56' 30" |
| 2  | Roman Kreuziger (CZE)        | Team Saxo-Tinkoff     | + 23"       |
| 3  | Rui Costa (POR)              | Movistar Team         | + 35"       |
| 4  | Thibaut Pinot (FRA)          | FDJ                   | + 57"       |
| 5  | Bauke Mollema (NED)          | Blanco Team           | + 1' 08"    |
| 6  | Daniel Martin (IRL)          | Garmin-Sharp          | + 1' 23"    |
| 7  | Tanel Kangert (EST)          | Astana Qazaqstan Team | + 1' 26"    |
| 8  | Jean-Christophe Péraud (FRA) | AG2R La Mondiale      | + 1' 28"    |
| 9  | Tejay van Garderen (EUA)     | BMC Racing Team       | + 1' 39"    |
| 10 | Cameron Meyer (AUS)          | Orica-GreenEDGE       | + 1' 42"    |

### 6a etapa
13 de juny de 2013. Leuggern - Meilen, 186,1 km
|    | Ciclista                 | Equip                   | Temps      |
| -- | ------------------------ | ----------------------- | ---------- |
| 1  | Grégory Rast (SUI)       | RadioShack-Leopard      | 4h 23' 53" |
| 2  | Mathew Hayman (AUS)      | Team Sky                | + 25"      |
| 3  | Aleksandr Kólobnev (RUS) | Team Katusha            | + 25"      |
| 4  | Bert Grabsch (GER)       | Omega Pharma-Quick Step | + 28"      |
| 5  | Peter Sagan (SVK)        | Cannondale              | + 10' 43"  |
| 6  | John Degenkolb (GER)     | Argos-Shimano           | + 10' 43"  |
| 7  | Arnaud Démare (FRA)      | FDJ                     | + 10' 43"  |
| 8  | Ben Swift (GBR)          | Team Sky                | + 10' 43"  |
| 9  | Davide Cimolai (ITA)     | Lampre-Merida           | + 10' 43"  |
| 10 | Tosh van der Sande (BEL) | Lotto-Belisol           | + 10' 43"  |

|    | Ciclista                     | Equip                 | Temps       |
| -- | ---------------------------- | --------------------- | ----------- |
| 1  | Mathias Frank (SUI)          | BMC Racing Team       | 20h 31' 06" |
| 2  | Roman Kreuziger (CZE)        | Team Saxo-Tinkoff     | + 23"       |
| 3  | Rui Costa (POR)              | Movistar Team         | + 35"       |
| 4  | Thibaut Pinot (FRA)          | FDJ                   | + 57"       |
| 5  | Bauke Mollema (NED)          | Blanco Team           | + 1' 08"    |
| 6  | Daniel Martin (IRL)          | Garmin-Sharp          | + 1' 23"    |
| 7  | Tanel Kangert (EST)          | Astana Qazaqstan Team | + 1' 26"    |
| 8  | Jean-Christophe Péraud (FRA) | AG2R La Mondiale      | + 1' 28"    |
| 9  | Tejay van Garderen (EUA)     | BMC Racing Team       | + 1' 39"    |
| 10 | Cameron Meyer (AUS)          | Orica-GreenEDGE       | + 1' 42"    |

### 7a etapa
14 de juny de 2013. Meilen - La Punt-Chamues-ch, 206,0 km
|    | Ciclista                 | Equip             | Temps      |
| -- | ------------------------ | ----------------- | ---------- |
| 1  | Rui Costa (POR)          | Movistar Team     | 5h 11' 08" |
| 2  | Bauke Mollema (NED)      | Blanco Team       | m. t.      |
| 3  | Tejay van Garderen (EUA) | BMC Racing Team   | m. t.      |
| 4  | Thibaut Pinot (FRA)      | FDJ               | + 9"       |
| 5  | Cameron Meyer (AUS)      | Orica-GreenEDGE   | + 22"      |
| 6  | Daniel Martin (IRL)      | Garmin-Sharp      | + 22"      |
| 7  | Roman Kreuziger (CZE)    | Team Saxo-Tinkoff | + 22"      |
| 8  | Simon Špilak (SLO)       | Team Katusha      | + 22"      |
| 9  | Mathias Frank (SUI)      | BMC Racing Team   | + 22"      |
| 10 | Joe Dombrowski (EUA)     | Team Sky          | + 22"      |

|    | Ciclista                 | Equip                 | Temps       |
| -- | ------------------------ | --------------------- | ----------- |
| 1  | Mathias Frank (SUI)      | BMC Racing Team       | 25h 42' 36" |
| 2  | Rui Costa (POR)          | Movistar Team         | + 13"       |
| 3  | Roman Kreuziger (CZE)    | Team Saxo-Tinkoff     | + 23"       |
| 4  | Thibaut Pinot (FRA)      | FDJ                   | + 44"       |
| 5  | Bauke Mollema (NED)      | Blanco Team           | + 46"       |
| 6  | Tejay van Garderen (EUA) | BMC Racing Team       | + 1' 17"    |
| 7  | Daniel Martin (IRL)      | Garmin-Sharp          | + 1' 23"    |
| 8  | Cameron Meyer (AUS)      | Orica-GreenEDGE       | + 1' 42"    |
| 9  | Tanel Kangert (EST)      | Astana Qazaqstan Team | + 1' 43"    |
| 10 | Simon Špilak (SLO)       | Team Katusha          | + 1' 50"    |

### 8a etapa
15 de juny de 2013. Zernez - Bad Ragaz, 180,5 km
|    | Ciclista                | Equip                   | Temps      |
| -- | ----------------------- | ----------------------- | ---------- |
| 1  | Peter Sagan (SVK)       | Cannondale              | 4h 33' 26" |
| 2  | Daniele Bennati (ITA)   | Team Saxo-Tinkoff       | m. t.      |
| 3  | Philippe Gilbert (BEL)  | BMC Racing Team         | m. t.      |
| 4  | Michael Albasini (SUI)  | Orica-GreenEDGE         | m. t.      |
| 5  | Christophe Riblon (FRA) | AG2R La Mondiale        | m. t.      |
| 6  | Martin Elmiger (SUI)    | IAM Cycling             | m. t.      |
| 7  | Peter Velits (SVK)      | Omega Pharma-Quick Step | m. t.      |
| 8  | Julien Simon (FRA)      | Sojasun                 | m. t.      |
| 9  | Maxime Monfort (BEL)    | RadioShack-Leopard      | m. t.      |
| 10 | Simon Geschke (GER)     | Argos-Shimano           | m. t.      |

|    | Ciclista                 | Equip                 | Temps       |
| -- | ------------------------ | --------------------- | ----------- |
| 1  | Mathias Frank (SUI)      | BMC Racing Team       | 30h 16' 02" |
| 2  | Rui Costa (POR)          | Movistar Team         | + 13"       |
| 3  | Roman Kreuziger (CZE)    | Team Saxo-Tinkoff     | + 23"       |
| 4  | Thibaut Pinot (FRA)      | FDJ                   | + 44"       |
| 5  | Bauke Mollema (NED)      | Blanco Team           | + 46"       |
| 6  | Tejay van Garderen (EUA) | BMC Racing Team       | + 1' 17"    |
| 7  | Daniel Martin (IRL)      | Garmin-Sharp          | + 1' 23"    |
| 8  | Tanel Kangert (EST)      | Astana Qazaqstan Team | + 1' 43"    |
| 9  | Simon Špilak (SLO)       | Team Katusha          | + 1' 50"    |
| 10 | Cameron Meyer (AUS)      | Orica-GreenEDGE       | + 2' 09"    |

### 9a etapa
16 de juny de 2013. Bad Ragaz - Flumserberg, 26,8 km (CRI)
|    | Ciclista                     | Equip                 | Temps    |
| -- | ---------------------------- | --------------------- | -------- |
| 1  | Rui Costa (POR)              | Movistar Team         | 51' 56"  |
| 2  | Tanel Kangert (EST)          | Astana Qazaqstan Team | + 21"    |
| 3  | Bauke Mollema (NED)          | Blanco Team           | + 29"    |
| 4  | Jean-Christophe Péraud (FRA) | AG2R La Mondiale      | + 42"    |
| 5  | Andrey Amador (CRC)          | Movistar Team         | + 43"    |
| 6  | Thibaut Pinot (FRA)          | FDJ                   | + 55"    |
| 7  | Roman Kreuziger (CZE)        | Team Saxo-Tinkoff     | + 1' 00" |
| 8  | Simon Špilak (SLO)           | Team Katusha          | + 1' 05" |
| 9  | Janez Brajkovič (SLO)        | Astana Qazaqstan Team | + 1' 06" |
| 10 | Tejay van Garderen (EUA)     | BMC Racing Team       | + 1' 19" |

|    | Ciclista                 | Equip                 | Temps       |
| -- | ------------------------ | --------------------- | ----------- |
| 1  | Rui Costa (POR)          | Movistar Team         | 31h 08' 11" |
| 2  | Bauke Mollema (NED)      | Blanco Team           | + 1' 02"    |
| 3  | Roman Kreuziger (CZE)    | Team Saxo-Tinkoff     | + 1' 10"    |
| 4  | Thibaut Pinot (FRA)      | FDJ                   | + 1' 26"    |
| 5  | Mathias Frank (SUI)      | BMC Racing Team       | + 1' 43"    |
| 6  | Tanel Kangert (EST)      | Astana Qazaqstan Team | + 1' 51"    |
| 7  | Tejay van Garderen (EUA) | BMC Racing Team       | + 2' 23"    |
| 8  | Daniel Martin (IRL)      | Garmin-Sharp          | + 2' 42"    |
| 9  | Simon Špilak (SLO)       | Team Katusha          | + 2' 42"    |
| 10 | Cameron Meyer (AUS)      | Orica-GreenEDGE       | + 3' 44"    |

## Classificacions finals

### Classificació general
|    | Ciclista                 | Equip                 | Temps       |
| -- | ------------------------ | --------------------- | ----------- |
| 1  | Rui Costa (POR)          | Movistar Team         | 31h 08' 11" |
| 2  | Bauke Mollema (NED)      | Blanco Team           | + 1' 02"    |
| 3  | Roman Kreuziger (CZE)    | Team Saxo-Tinkoff     | + 1' 10"    |
| 4  | Thibaut Pinot (FRA)      | FDJ                   | + 1' 26"    |
| 5  | Mathias Frank (SUI)      | BMC Racing Team       | + 1' 43"    |
| 6  | Tanel Kangert (EST)      | Astana Qazaqstan Team | + 1' 51"    |
| 7  | Tejay van Garderen (EUA) | BMC Racing Team       | + 2' 23"    |
| 8  | Daniel Martin (IRL)      | Garmin-Sharp          | + 2' 42"    |
| 9  | Simon Špilak (SLO)       | Team Katusha          | + 2' 42"    |
| 10 | Cameron Meyer (AUS)      | Orica-GreenEDGE       | + 3' 44"    |

### Classificacions secundàries
|   | Ciclista                 | Equip         | Punts |
| - | ------------------------ | ------------- | ----- |
| 1 | Peter Sagan (SVK)        | Cannondale    | 80    |
| 2 | Arnaud Démare (FRA)      | FDJ           | 50    |
| 3 | Bauke Mollema (NED)      | Blanco Team   | 47    |
| 4 | Rui Costa (POR)          | Movistar Team | 42    |
| 5 | Alexander Kristoff (NOR) | Team Katusha  | 41    |

|   | Ciclista                 | Equip             | Punts |
| - | ------------------------ | ----------------- | ----- |
| 1 | Robert Vrečer (SLO)      | Euskaltel–Euskadi | 31    |
| 2 | Thibaut Pinot (FRA)      | FDJ               | 28    |
| 3 | Manuele Mori (ITA)       | Lampre-Merida     | 23    |
| 4 | Rui Costa (POR)          | Movistar Team     | 17    |
| 5 | Aleksandr Kólobnev (RUS) | Team Katusha      | 15    |

|   | Ciclista                 | Equip             | Punts |
| - | ------------------------ | ----------------- | ----- |
| 1 | Robert Vrečer (SLO)      | Euskaltel–Euskadi | 15    |
| 2 | Adrián Sáez (ESP)        | Euskaltel–Euskadi | 13    |
| 3 | Maxime Bouet (FRA)       | AG2R La Mondiale  | 9     |
| 4 | Luis León Sánchez (ESP)  | Blanco Team       | 7     |
| 5 | Aleksandr Kólobnev (RUS) | Team Katusha      | 7     |

| # | Equip                 | Temps       |
| - | --------------------- | ----------- |
| 1 | Astana Qazaqstan Team | 93h 35' 59" |
| 2 | BMC Racing Team       | + 4' 06"    |
| 3 | Movistar Team         | + 4' 20"    |
| 4 | AG2R La Mondiale      | + 7' 48"    |
| 5 | Team Katusha          | + 14' 10"   |

### UCI World Tour
La Volta a Suïssa atorga punts per l'UCI World Tour 2013 sols als ciclistes dels equips de categoria ProTeam.
| Posició               | 1r  | 2n | 3r | 4t | 5è | 6è | 7è | 8è | 9è | 10è |
| Classificació general | 100 | 80 | 70 | 60 | 50 | 40 | 30 | 20 | 10 | 4   |
| Per etapa             | 6   | 4  | 2  | 1  | 1  |    |    |    |    |     |

| #  | Ciclista                         | Equip                 | Punts |
| -- | -------------------------------- | --------------------- | ----- |
| 1  | Rui Alberto Faria da Costa (POR) | Movistar Team         | 116   |
| 2  | Bauke Mollema (NED)              | Blanco Team           | 93    |
| 3  | Roman Kreuziger (CZE)            | Team Saxo-Tinkoff     | 72    |
| 4  | Thibaut Pinot (FRA)              | FDJ                   | 63    |
| 5  | Mathias Frank (SUI)              | BMC Racing Team       | 55    |
| 6  | Tanel Kangert (EST)              | Astana Qazaqstan Team | 44    |
| 7  | Tejay van Garderen (EUA)         | BMC Racing Team       | 32    |
| 8  | Daniel Martin (IRL)              | Garmin-Sharp          | 20    |
| 9  | Peter Sagan (SVK)                | Cannondale            | 17    |
| 10 | Cameron Meyer (AUS)              | Orica-GreenEDGE       | 11    |

| Classificats de l'11 al 31 | Classificats de l'11 al 31   | Classificats de l'11 al 31 | Classificats de l'11 al 31 |
| -------------------------- | ---------------------------- | -------------------------- | -------------------------- |
| 11                         | Simon Špilak (SLO)           | Team Katusha               | 10                         |
| 12                         | Arnaud Démare (FRA)          | FDJ                        | 8                          |
| 13                         | Alexander Kristoff (NOR)     | Team Katusha               | 7                          |
| 14                         | Grégory Rast (SUI)           | RadioShack-Leopard         | 6                          |
| 15                         | Daniele Bennati (ITA)        | Team Saxo-Tinkoff          | 4                          |
| 15                         | Matthew Goss (AUS)           | Orica-GreenEDGE            | 4                          |
| 15                         | Mathew Hayman (AUS)          | Team Sky                   | 4                          |
| 15                         | Niki Terpstra (NED)          | Omega Pharma-Quick Step    | 4                          |
| 19                         | Tyler Farrar (EUA)           | Garmin-Sharp               | 2                          |
| 19                         | Philippe Gilbert (BEL)       | BMC Racing Team            | 2                          |
| 19                         | Aleksandr Kólobnev (RUS)     | Team Katusha               | 2                          |
| 22                         | Michael Albasini (SUI)       | Orica-GreenEDGE            | 1                          |
| 22                         | Andrey Amador (CRC)          | Movistar Team              | 1                          |
| 22                         | Matti Breschel (DEN)         | Team Saxo-Tinkoff          | 1                          |
| 22                         | John Degenkolb (GER)         | Argos-Shimano              | 1                          |
| 22                         | Bert Grabsch (GER)           | Omega Pharma-Quick Step    | 1                          |
| 22                         | Ryder Hesjedal (CAN)         | Garmin-Sharp               | 1                          |
| 22                         | Jean-Christophe Péraud (FRA) | AG2R La Mondiale           | 1                          |
| 22                         | Christophe Riblon (FRA)      | AG2R La Mondiale           | 1                          |
| 22                         | Alex Rasmussen (DEN)         | Garmin-Sharp               | 1                          |
| 22                         | Gorka Verdugo (ESP)          | Euskaltel–Euskadi          | 1                          |

## Evolució de les classificacions
| Etapa | Vencedor           | Classificació general | Classificació de la muntanya | Classificació dels punts | Classificació dels esprints | Classificació per equips |
| ----- | ------------------ | --------------------- | ---------------------------- | ------------------------ | --------------------------- | ------------------------ |
| 1     | Cameron Meyer      | Cameron Meyer         | no entregat                  | Cameron Meyer            | no entregat                 | Omega Pharma-Quick Step  |
| 2     | Bauke Mollema      | Cameron Meyer         | Ryder Hesjedal               | Cameron Meyer            | Enrique Sanz                | IAM Cycling              |
| 3     | Peter Sagan        | Mathias Frank         | Roman Kreuziger              | Bauke Mollema            | Enrique Sanz                | Astana Qazaqstan Team    |
| 4     | Arnaud Démare      | Mathias Frank         | Robert Vrečer                | Arnaud Démare            | Enrique Sanz                | Astana Qazaqstan Team    |
| 5     | Alexander Kristoff | Mathias Frank         | Robert Vrečer                | Peter Sagan              | Enrique Sanz                | Astana Qazaqstan Team    |
| 6     | Grégory Rast       | Mathias Frank         | Robert Vrečer                | Peter Sagan              | Enrique Sanz                | Team Katusha             |
| 7     | Rui Costa          | Mathias Frank         | Thibaut Pinot                | Peter Sagan              | Enrique Sanz                | Astana Qazaqstan Team    |
| 8     | Peter Sagan        | Mathias Frank         | Robert Vrečer                | Peter Sagan              | Robert Vrečer               | Astana Qazaqstan Team    |
| 9     | Rui Costa          | Rui Costa             | Robert Vrečer                | Peter Sagan              | Robert Vrečer               | Astana Qazaqstan Team    |
| Final | Final              | Rui Costa             | Robert Vrečer                | Peter Sagan              | Robert Vrečer               | Astana Qazaqstan Team    |